# 本郷房太郎

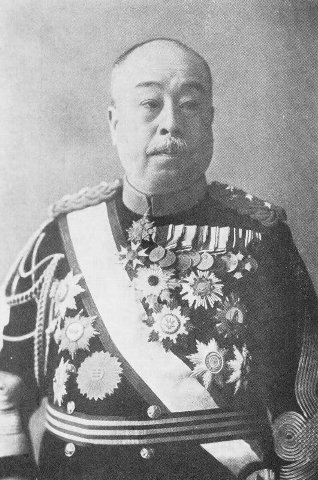
本郷房太郎

本郷 房太郎（ほんごう ふさたろう、万延元年1月24日（1860年2月15日） - 昭和6年（1931年）3月20日）は、日本の陸軍軍人。軍事参議官・青島守備軍司令官や第1・第17師団長を歴任し、階級は陸軍大将 正二位 勲一等 功三級。軍を退いてからは久邇宮宮務監督や大日本武徳会長を務める。

## 経歴
丹波篠山藩士・剣術指南・本郷貫之助の長男として生まれ、豊岡県師範学校を中退して1877年（明治10年）5月、陸軍士官学校に入る。1879年（明治12年）12月に卒業し、陸軍歩兵少尉に任官される。翌年5月、歩兵第6連隊附を命ぜられ、1885年（明治18年）2月、陸軍士官学校附となる。士官生徒第3期の同期には上原勇作元帥や秋山好古大将らがいる。
同年5月、歩兵中尉に、1891年（明治24年）9月、歩兵大尉に進級し士官学校教官となる。1895年（明治28年）6月、少佐進級と共に留守第4師団参謀を命ぜられる。同年12月、第4師団司令部附となり、1896年（明治29年）1月、陸軍省軍務局附に移る。同年5月軍務局課員に進み、1899年（明治32年）9月、歩兵中佐に進級する。1900年（明治33年）4月、再び陸軍士官学校教官となり、1902年（明治35年）5月、歩兵第42連隊長を補職される。同11月、歩兵大佐に進級、1904年（明治37年）5月、日露戦争に出征する。同年9月17日、陸軍省高級副官を命ぜられ、同10月戦役より戻る。
1905年（明治38年）7月18日、陸軍少将に進み俘虜情報局長官兼陸軍省高級副官事務取扱に、同9月7日から陸軍省人事局長兼俘虜情報局長官兼陸軍省高級副官事務取扱となる。1906年（明治39年）2月8日、高級副官事務取扱を免ぜられ、同4月1日、功三級金鵄勲章を受章する。1909年（明治42年）3月からヨーロッパに派遣され11月に帰国。この間9月3日附で教育総監部本部長の辞令が下る。
1912年（明治45年）4月、陸軍中将に進級、1913年（大正2年）5月、陸軍次官となる。1914年（大正3年）4月、第17師団長に親補され、同年11月30日、勲一等瑞宝章受章。1916年（大正5年）8月、第1師団長に移る。1917年（大正6年）8月、青島守備軍司令官に進み、1918年（大正7年）7月、陸軍大将に進級する。同年10月10日の軍事参議官、同10月28日、勲一等旭日大綬章受章を経て1921年（大正10年）6月、予備役編入。
1925年（大正14年）7月から1930年（昭和5年）3月まで久邇宮宮務監督を、1926年（大正15年）2月に就任した大日本武徳会長は1931年（昭和6年）3月に歿するまで務める。墓所は丹波篠山市小林寺。

## 本郷大将記念図書館
1934年（昭和9年）本郷家の蔵書凡そ3万冊と、多紀郡教育会図書館の合一によって本郷の「偉徳を顕彰」することを目的とする「本郷大将記念図書館」が篠山町に作られた。当初の計画では銅像を建設する方針であったが、遺族の辞退により記念図書館の建設で落ち着いたという。占領下の一時期は本郷の名前を外していたが、サンフランシスコ講和条約発効後に「篠山町立本郷図書館」へ復名した。この図書館は合併による篠山市（現丹波篠山市）の成立後、2003年（平成15年）4月篠山市立中央図書館（現丹波篠山市立中央図書館）新設で廃され、それまでの蔵書は分室の丹波篠山市民センター図書コーナーに引き継がれている。

## 栄典
位階
- 1880年（明治13年）5月31日 - 正八位[2]
- 1885年（明治18年）7月25日 - 従七位[2][3]
- 1892年（明治25年）1月12日 - 正七位[2][4]
- 1895年（明治28年）11月15日 - 従六位[2][5]
- 1899年（明治32年）11月20日 - 正六位[2][6]
- 1903年（明治36年）2月20日 - 従五位[2][7]
- 1905年（明治38年）9月6日 - 正五位[2][8]
- 1910年（明治43年）9月30日 - 従四位[2][9]
- 1914年（大正3年）4月30日 - 正四位[2][10]
- 1917年（大正6年）5月21日 - 従三位[2][11]
- 1920年（大正9年）6月10日 - 正三位[2][12]
- 1921年（大正10年）7月11日 - 従二位[13]
- 1931年（昭和6年）3月20日 - 正二位[14]

勲章等
- 1893年（明治26年）11月29日 - 勲六等瑞宝章[2][15]
- 1895年（明治28年）11月18日 - 明治二十七八年従軍記章[16]
- 1896年（明治29年）5月5日 - 勲五等双光旭日章[2][17]
- 1903年（明治36年）5月16日 - 勲四等瑞宝章[2][18]
- 1906年（明治39年）4月1日 - 功三級金鵄勲章・勲二等旭日重光章[2]・明治三十七八年従軍記章[19]
- 1914年（大正3年）11月30日 - 勲一等瑞宝章[2][20]
- 1915年（大正4年）11月10日 - 大礼記念章[21]
- 1918年（大正7年）10月28日 - 旭日大綬章[2][22]
- 1920年（大正9年）11月1日 - 大正三年乃至九年戦役従軍記章[23]

外国勲章佩用允許
- 1904年（明治37年）12月2日 - 大清帝国：二等第三双竜宝星[24]。

## 家族 親族
- 長男 義夫（軍人・陸軍中将）
- 次男 忠夫（軍人・陸軍少将）
- 長女 虎千（医学博士 菅忠芳夫人）
- 次女 多喜子（医学者土肥淳一郎夫人）
- 三女 周子（実業家伊藤忠兵衛 (二代)長男・恭一夫人）
- 孫 武子（政治家河野洋平夫人）
- 曾孫 笹井宏明（大阪大学名誉教授、化学者）
- 曾孫 河野太郎（政治家）

## 関連書籍
- 本郷大将記念事業期成会編『陸軍大将本郷房太郎伝』、1933年12月28日。